# Mahnmal Bodesruh
Das Mahnmal Bodesruh ist ein zur Erinnerung an die Deutsche Teilung errichteter Aussichtsturm in der Gemarkung von Kleinensee im Landkreis Hersfeld-Rotenburg in Osthessen.

## Lage
Das Mahnmal steht etwa einen Kilometer südöstlich von Hönebach und einen Kilometer südwestlich von Kleinensee unweit vom Jagdhaus Bodesruh an der Zufahrtsstraße zur Kalihalde Monte Kali unmittelbar an der Landesgrenze zu Thüringen. Von der Aussichtsplattform hat man einen Blick auf das hessische Kleinensee und den thüringischen Nachbarort Großensee, zum Monte Kali und ins Gerstunger Becken bis hin zum Thüringer Wald.

## Geschichte
Das Mahnmal wurde 1963 von der Gemeinde Kleinensee, einem heutigen Stadtteil von Heringen, und dem Land Hessen unmittelbar an der damaligen Innerdeutschen Grenze errichtet. Es wurde am 17. Juni 1964 vom hessischen Ministerpräsidenten eingeweiht. Das von dem Bad Hersfelder Architekten Karl Schuman entworfene Bauwerk sollte an das Schicksal der Spätheimkehrer und die Deutsche Teilung in Folge des Zweiten Weltkrieges erinnern und zur friedlichen Wiedervereinigung Deutschlands mahnen. 1973/74 fanden erste Renovierungsarbeiten am Turm statt. 1990 wurde jener Teil der Gedenktafel abgenommen, der die Deutschen Ostgebiete zeigte. Zur Bauzeit war geplant, nach einer möglichen Wiedervereinigung gegenüberliegend auf Thüringer Seite ein ähnliches Mahnmal zu errichten.
Im Jahr 2021 beschloss der Gemeinderat von Heringen das Denkmal ab 2023 zu sanieren. Die Kosten werden mit 365.000 € veranschlagt, sowie einem Zuschuss des Bundes in Höhe von weiteren 182.500 €. Auch soll das Umfeld aufgewertet und eine Ausstellung eingerichtet werden.

## Beschreibung

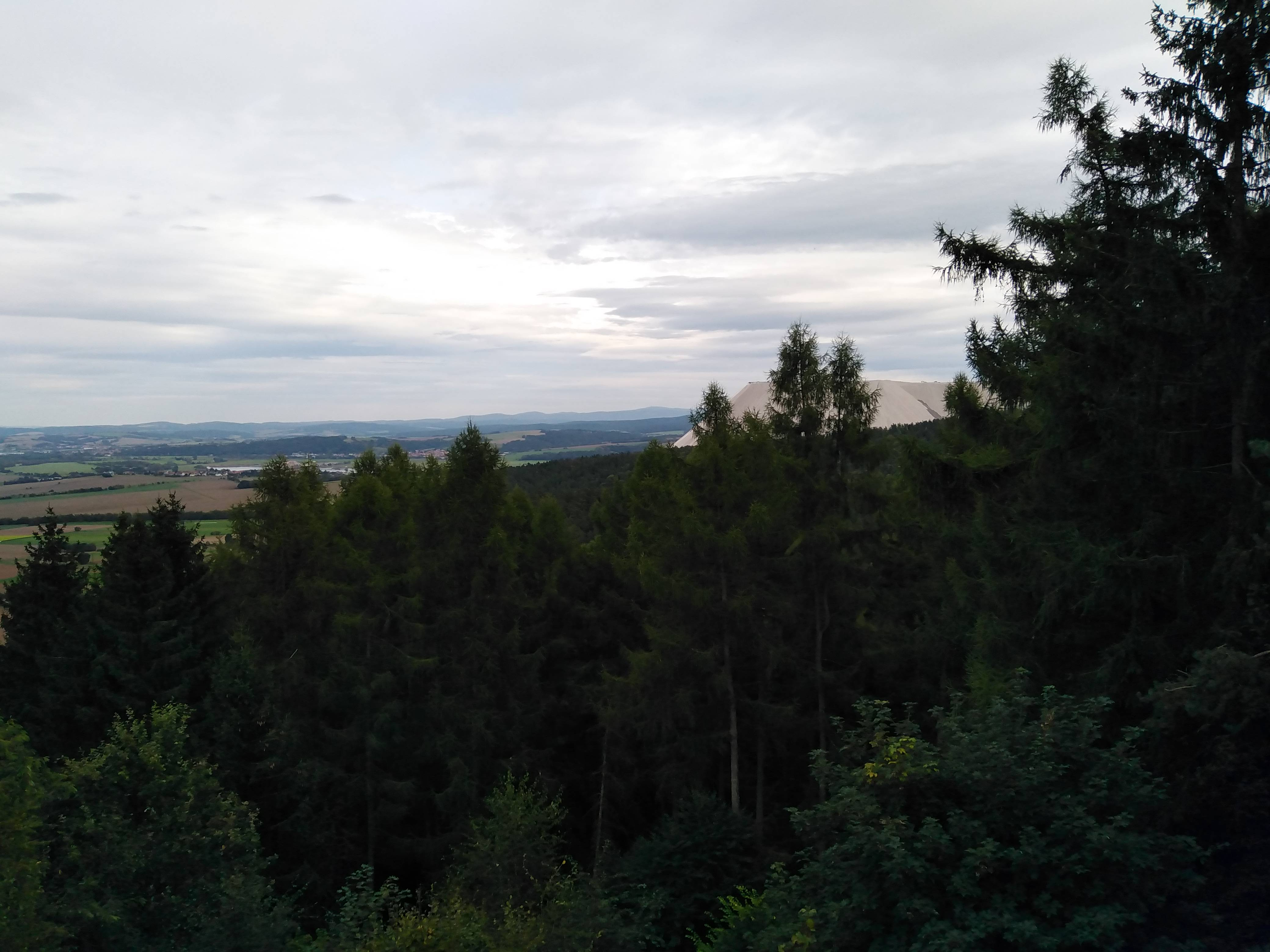
Blick zum Thüringer Wald nebst Inselsberg (916 m); rechts der Monte Kali

Das Mahnmal Bodesruh besteht aus zwei 16,8 m hohen viereckigen Betonscheiben, die auf den Schenkeln eines nach Osten offenen Dreiecks stehen und in 10,4 m Höhe eine Aussichtsplattform tragen, die über 52 Stufen einer Metall-Wendeltreppe jederzeit zugänglich ist. An der Brüstung sind mehrere Orientierungstafeln mit Angaben zu Sichtzielen angebracht. Zwei Gedenktafeln an den Seitenwänden erinnern an den Bau des Mahnmals und das geteilte Deutschland.